# David Mwanza
David Mwanza (12 dicembre 1961 – Kwekwe, 14 ottobre 2002) è stato un calciatore e giocatore di calcio a 5 zimbabwese.

## Carriera
Come massimo riconoscimento in carriera vanta la partecipazione, con la Nazionale di calcio a 5 dello Zimbabwe, al FIFA Futsal World Championship 1989 dove la nazionale africana si è fermata al primo turno, affrontando Stati Uniti, Italia e Australia. È morto il 14 ottobre 2002.